# Geplafuvirales
Geplafuvirales ist die einzige Ordnung von Viren in der Klasse Repensiviricetes des Phylums der CRESS-DNA-Viren Cressdnaviricota. Zur Ordnung gehören neben isolierten Virusstämmen auch per Metagenomik erfasste (und hinreichend vollständige) Contigs (englisch auch metagenome-assembled genomes, MAGs genannt) aus der Verwandtschaft der Familie Geminiviridae, beispielsweise die Familie Genomoviridae.
Die Phylogenie der CRESS-DNA-Viren zeigt (mit Stand April 2019) zwei große Kladen, von denen die erste die Familien Geminiviridae, Genomoviridae und die (bisher taxonomisch nicht erfasste) Gruppe der CRESSV6-Viren umfasst. Das International Committee on Taxonomy of Viruses (ICTV) ist dem 2019er Vorschlag gefolgt und hat diese erste Klade als Ordnung Geplafuvirales offiziell bestätigt.

## Beschreibung
Wie bei allen CRESS-DNA-Viren kodiert das Genom der Geplafuvirales für ein Replikations-Initiations-Protein (Rep oder REP) und ein Kapsidprotein (Cap, CAP oder CP).
Gemeinsames und kennzeichnendes Merkmal des REP der Geplafuvirales ist das sog. GRS-Motiv (en. Geminivirus Rep Sequence), das sich zwischen den Motiven II und III befindet und in der anderen Großklade der CRESS-DNA-Viren nicht vorkommt. Dieses Motiv ermöglicht vermutlich die räumliche Anordnung der Motive II und III im REP.
Im Übrigen fehlt den Geminiviridae und Genomoviridae, nicht aber CRESSV6, der Argininfinger im Helikasemotiv.

## Etymologie
Die Namen der Klasse und Ordnung leiten sich entsprechend dem Vorschlag an das ICTV von 2019 wie folgt her:
- Repensiviricetes ist ein Portmanteau (Kofferwort), zusammengesetzt aus Rep-encoding single strand und der Endung -viricetes für Virusklassen.
- Geplafuvirales ist zusammengesetzt aus ge- für Gemini-/Genomo-, pla- für Pflanzen (en. plants) und fu- für Pilze (lat. fungi), -virales ist die Endung für Virusordnungen.

## Systematik

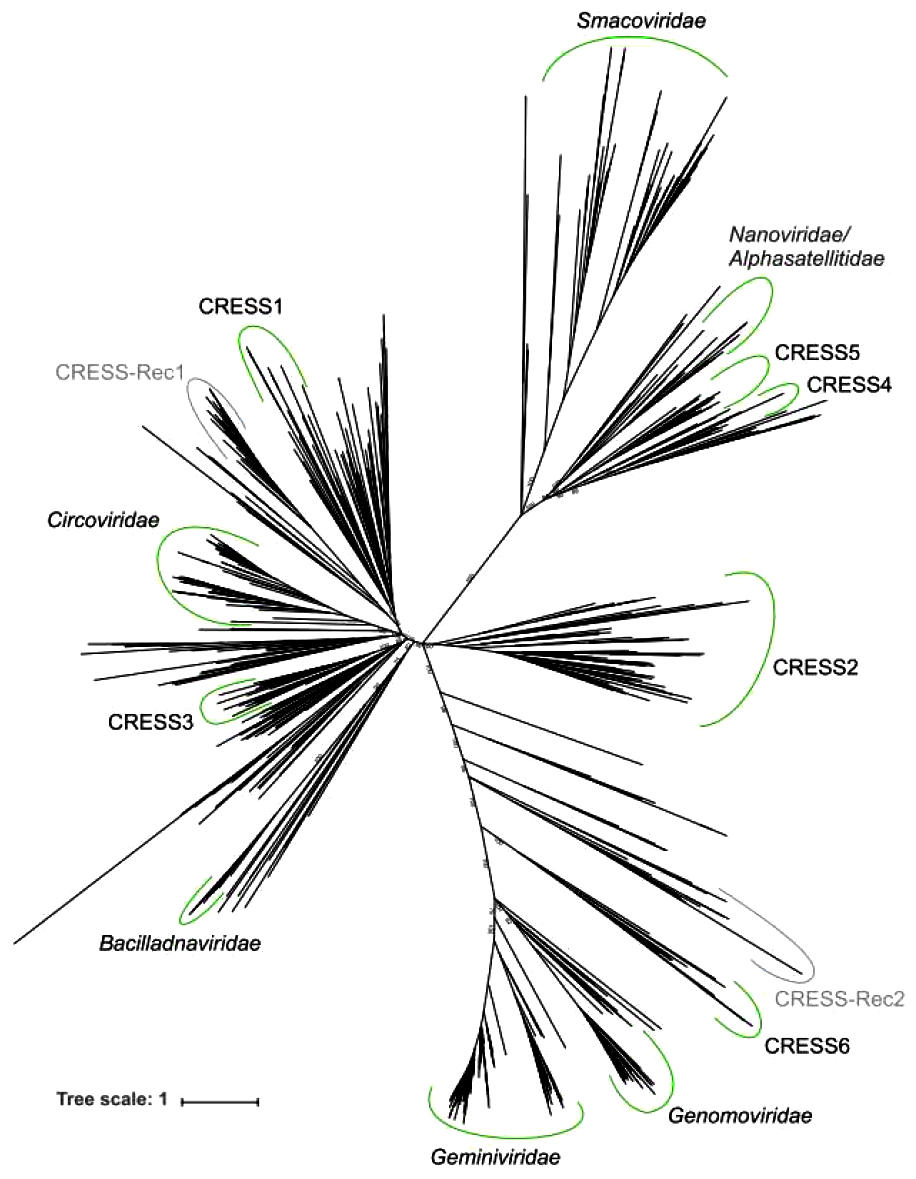
Ungewurzelter Phylogenetischer Baum der CRESS-DNA-Viren nach Kazlauskas, Varsani und Krupovic (2018, Supplement). Der nach rechts unten zeigende Ast entspricht den Geplafuvirales.

Mit Stand Juni 2024 hat die Ordnung folgende Zusammensetzung:
Ordnung Geplafuvirales
- Familie Geminiviridae

- Familie Genomoviridae

- Familie Geplanaviridae  (früher provisorisch CRESSV6-Viren, englisch CRESSV6 viruses)[3] alias „CRESS6“ (Vorschlag, mit provisorischen Namen)[9][6][10]
  - Gattung Acciovirus
  - Gattung Aguamentivirus
  - Gattung Alohovirus
  - Gattung Aparevirus
  - Gattung Avadavirus
  - Gattung Densaugvirus
  - Gattung Diffindovirus
  - Gattung Engorgivirus
  - Gattung Episkevirus
  - Gattung Expellivirus
  - Gattung Impedivirus
  - Gattung Lumovirus
  - Gattung Oblivivirus
  - Gattung Patrovirus
  - Gattung Protegovirus
  - Gattung Riddikuvirus
  - Gattung Stupevirus
  - Gattung Wingardivirus

- Familie „CRESS-Rec2“ (Vorschlag, mit provisorischem Namen)[6]
- ohne Familienzuordnung
  - Gattung „Nepavirus“ (offenbar teilw. verschrieben als „Nimivirus“)
    - Spezies „Nepal gemini-like virus“ (NepaV)[11]